# 23-я кавалерийская дивизия (формирования 1935 г.)
23-я кавалерийская дивизия — общевойсковое соединение конницы РККА Вооружённых Сил Союза ССР.
Наименования действительные:
- полное — 23-я кавалерийская дивизия;
- укороченное — 23-я кавдивизия;
- сокращённое — 23 кд. Условное — Войсковая часть № ????.

## История
В марте 1935 года правительство Германии объявило о введении всеобщей воинской обязанности в государстве и преобразовании своих вооружённых сил. Односторонний акт Германии стал мощным толчком к пересмотру военных планов Союза ССР. Одной из мер, принятых Правительством Союза стали мероприятия по усилению стратегической конницы, мотомехвойск, утверждённые в марте 1935 года. Согласно «Докладу о ходе формирований по оргмероприятиям 1935-36 по состоянию на 1.06.36» окончательный план мероприятий по коннице выглядел следующим образом: формировались девять кавалерийских дивизий нового состава (войсковые № 23 — № 31). Кавалерийская дивизия № 23 сформирована в 1935 году, в несколько этапов, в Украинском военном округе, в её состав вошли формирования по штатам № 6/511-517, № 520—523. Управление дивизии и все части находились в городе Изяслав. Командиром дивизии назначен И. Г. Кириченко.
Дивизия вошла в состав 7-го кавалерийского корпуса. Управление корпуса находилось в городе Шепетовка Винницкой области Украинской ССР. Корпус состоял из:
- управление корпуса;
- 23-й кавдивизии;
- 26-й кавдивизии;
- 28-й кавдивизии.

### 1935 год
В 1935 формируется 7-й кавалерийский корпус в Украинском военном округе. Управление корпуса находилось в г. Шепетовка районном центре Шепетовского района Винницкой области Украинской Советской Социалистической Республики. Корпус состоял из 23, 26-й и 28-й кавалерийских дивизий.
Управление 23-й дивизии и все части находились в г. Изяслав. Командир дивизии комбриг И. Г. Кириченко.
Социалистическое соревнование пронизывало весь процесс боевой и политической подготовки личного состава округа. Оно проводилось под лозунгами: «Все коммунисты и комсомольцы — отличные стрелки!», «Ни одного отстающего в огневой подготовке!» и другими.

### 1936 год
23 кд (22, 90, 91, 92 кп, 23 мп, 23 кап, 23 осапэ, 23 оэс). Командир дивизии комбриг И. Г. Кириченко.
В 1936 году по призыву Политуправления округа в стахановское движение включаются соединения и части округа. Звание стахановца присваивалось подразделениям, частям и соединениям, которые отлично изучили боевую технику, берегли военное имущество, экономили горючие и смазочные материалы.
12 сентября
Шепетовские манёвры (12 — 15 сентября 1936 года) 23 кд участвовала в окружных тактических учениях. Цель учений — совершенсвование боевой подготовки войск. Учения проходили в районе г. Шепетовка Винницкой области, г. Бердичев, г. Житомир. В учениях принимали участие соединения, сформированные в 1936 году. Руководитель учений был командарм 1 ранга И. Э. Якир, его заместителем был помощник командующего войсками округа по кавалерии комкор Тимошенко С. К. Партийно-политической работой на учениях руководил армейский комиссар 2 ранга Амелин М. П.. Штаб руководства возглавлял начальник штаба округа комдив Бутырский В. П.
Участники: с одной стороны — 7-й кавалерийский корпус (2-я, 23-я, 26-я кавдивизии) с приданными ему 15-й, 17-й механизированными бригадами и 135-й стрелково-пулемётной бригадой, 35-й истребительной авиаэскадрильей; с другой стороны — 8-й стрелковый корпус (44-я и 100-я стрелковые дивизии и 3-я кавалерийская дивизия) с приданными ему 12-й, 22-й механизированными бригадами, 34-й истребительной авиаэскадрильей. В стрелковых дивизиях и механизированных бригадах было 450 танков. В авиаэскадрильях было 56 самолётов.
На манёврах войска отрабатывали вопросы наступательного боя и организации подвижной обороны в условиях лесисто-болотистой местности, организации и проведения марша кавалерийского корпуса в предвидении встречного боя с конно-механизированной группой противника, прорыва оборонительной полосы с преодолением водной преграды, ведения подвижной обороны и управления войсками.
14 сентября. Механизированные части вели «бой» в сложных условиях. За два дня в ходе совершения манёвра они прошли до 100 км.

### 1937 год
1 января
Командир дивизии комбриг И. Г. Кириченко. Управление дивизии и все части в г. Изяслав.
На вооружении дивизии были быстроходные лёгкие танки БТ, танкетки Т-37/38, легковые, грузовые, специальные автомашины, мотоциклы, тракторы, винтовки, револьверы и пистолеты, ручные, зенитные пулемёты, 45-мм пушки, бронеавтомобили БА, радиостанции, походные кухни.
10 мая должности заместителей командиров по политической части упразднены, а введены должности военных комиссаров.
В июле партийная комиссия КВО предъявила командиру 7-го кавкорпуса комдиву П. П. Григорьеву обвинение в связях с «врагами народа», рассказал в своих воспоминаниях командир 2-й кавдивизии комбриг А. Горбатов (в 1937). 22 июля комдив П. П. Григорьев уволен из рядов РККА.
24 июля бывший командир 7-го кавкорпуса комдив П. П. Григорьев арестован.
В июле командиром 22-го кавполка назначен А. И. Ерёменко.
10 августа начальник штаба дивизии полковник С. В. Кольцов уволен из рядов РККА.
16 августа командир дивизии комбриг И. Г. Кириченко уволен из рядов РККА.
16 августа заместитель командира дивизии по строевой части комбриг А. Н. Мосин уволен из рядов РККА.
В августе командир 22-го кавполка Ерёменко, Андрей Иванович назначен командиром 14 кд.
31 августа заместитель командира дивизии по строевой части комбриг А. Н. Мосин арестован.
31 августа командир 91-го кавполка майор Будник, Михаил Константинович уволен из рядов РККА.
1 сентября бывший командир 23-й кавдивизии комбриг И. Г. Кириченко арестован.
14 сентября командир 23-го мехполка майор Гладилов, Николай Андреевич арестован.
13 сентября командиром 23-й кавдивизии назначен полковник П. Н. Ахлюстин.
3 октября начальник штаба 91-го кавполка капитан Коханский, Иван Евдокимович уволен из рядов РККА.
3 октября начальник оперативного отделения капитан С. С. Вагуда уволен из рядов РККА.
9 октября начальник штаба 23-го конно-артиллерийского полка майор Делико, Дмитрий Демьянович арестован.
22 сентября образована Каменец-Подольская область. Шепетовский район с районным центром г. Шепетовка входит в Каменец-Подольскую область.
29 ноября «План развития и реорганизации РККА в 1938—1942 г.г.» был утверждён постановлением Комитета Обороны при СНК СССР. В этом плане значилось расформирование управления 7 кк, 23 кд, 26 кд, 28 кд.

### 1938 год
1 января 23 кд дислоцировалась в г. Изяслав Каменец-Подольской области. Командир дивизии полковник П. Н. Ахлюстин.
В январе временноисполняющим должность начальника оперативного отделения назначен С. А. Бобрук.
17 февраля командиру 23-й кавдивизии П. Н. Ахлюстин присвоено воинское звание комбриг. 9 июня командир 23-й кавдивизии комбриг П. Н. Ахлюстин назначен на другую должность.
В 1938 году 23 кд расформирована, в рамках мероприятий по созданию танковых корпусов в ВС Союза ССР.

## Состав на

### 1935
- управление дивизии
- 22-й кавалерийский полк
- 90-й кавалерийский полк
- 91-й кавалерийский полк
- 92-й кавалерийский полк
- 23-й механизированный полк
- 23-й конно-артиллерийский полк
- 23-й отдельный сапёрный эскадрон
- 23-й отдельный эскадрон связи

## В составе
- 7-го кавкорпуса Украинского военного округа (??.??.1935 — 17.05.1935)
- 7-й кавкорпуса Киевского военного округа (17.05.1935 — ??.??.1938)

## Командование
Командиры дивизии:
- Кириченко, Иван Григорьевич, комбриг (ноябрь 1935 г. — уволен 16.08.1937), арестован 1.09.1937,
- Ахлюстин, Пётр Николаевич, (13.09.1937 — 9.06.1938) полковник, с 17.02.38 г. комбриг

Заместитель командира дивизии по строевой части:
- Мосин, Афанасий Николаевич,. комбриг (? — уволен 16.08.1937, арестован 31.08.1937).

Начальник штаба дивизии:
- Кольцов, Сергей Васильевич, полковник (уволен 10.08.1938).

Начальник оперативного отделения
- Вагуда, Сергей Самсонович, капитан (уволен 3.10.1937),
- Бобрук, Сергей Антонович, майор (врид 01.38-03.1938).

Части
- 22-й кавалерийский полк Командир полка Ерёменко, Андрей Иванович (07.37-08.1937).
- 91-й кавалерийский полк Командир полка майор Будник, Михаил Константинович (уволен 31.08.1937). Начальник штаба полка капитан Коханский, Иван Евдокимович (уволен 3.10.1937).
- 23-й механизированный полк Командир полка майор Гладилов, Николай Андреевич (арестован 14.09.1937 г.).
- 23-й конно-артиллерийский полк Начальник штаба полка майор Делико, Дмитрий Демьянович (арестован 9.10.1937 г.).